# Cerylon graecum
Cerylon graecum is een keversoort uit de familie dwerghoutkevers (Cerylonidae). De wetenschappelijke naam van de soort werd in 1917 gepubliceerd door Jan Obenberger.